# Havraní koruna

Vyobrazení Havraní koruny, kterou nosí bhútánský Druk Gyalpo (král)

Havraní koruna, bhútánsky "uša bdžaročen" (dzongkha: དབུ་ཞྭ་བྱ་རོག་ཅན་, ve Wylieho transkripci: dbu-zhva bya-rog-can) je koruna, kterou nosí králové Bhútánu. Jedná se o klobouk z hedvábí a vyšívaného saténu, ozdobený figurou hlavy havrana.

## Historie

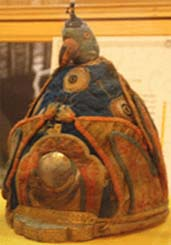
Prototyp Havraní koruny, nošený otcem prvního krále Bhútánu Jigme Namgyelaem

Dědičnost monarchie v Bhútánu mezi členy dynastie Wangčhug byla zavedena v roce 1907.
První král z této dynastie Ugjen Wangčhug (1862–1926) byl charismatickou postavou, která se chopila moci během nepokojů panujících v době války a jako symbol své autority přijal saténovou a hedvábnou korunu, ozdobenou motivem havraní hlavy. Prototyp havraní koruny byl původně navržen jako bitevní přilba pro jeho otce Jigme Namgyela (1825–1881), který byl známý jako Černý vládce.  Nosil ji během bojů s místními nepřáteli i s Brity, kteří usilovali dobýt jeho zemi a připojit ji k impériu, jehož součástí v té době byla sousední Indie.
Havraní koruna je nyní (2020) oficiální korunou, kterou nosí bhútánští králové.

## Nositelé
Tuto korunu zatím nosilo pět dračích králů, známých též jako Druk Gyalpo:
- Jeho výsost Ugjen Wangčhug (1. Druk Gyalpo)
- Jeho výsost Džigme Wangčhug (2. Druk Gyalpo)
- Jeho výsost Džigme Dordže Wangčhug (3. Druk Gyalpo)
- Jeho výsost Džigme Singgjä Wangčhug (4. Druk Gyalpo)
- Jeho výsost Džigme Khesar Namgjel Wangčhug (5. Druk Gyalpo)

## Význam
Havran, v místním jazyce nazývaný Bdžarog, má představovat ochranné božstvo Mahákálu. havran je bhútánským národním ptákem a dříve bylo jeho zabití považováno za těžký zločin.